# Lajos Tichy
Lajos Tichy (Budapest, 21 marzo 1935 – Budapest, 6 gennaio 1999) è stato un calciatore e allenatore di calcio ungherese, di ruolo attaccante.
Secondo l'organizzazione che archivia le statistiche relative al calcio RSSSF sarebbe il più prolifico calciatore della storia in incontri ufficiali e non, con oltre 1912 reti complessive, segnate in più di 1301 partite.

## Carriera

### Calciatore

#### Club

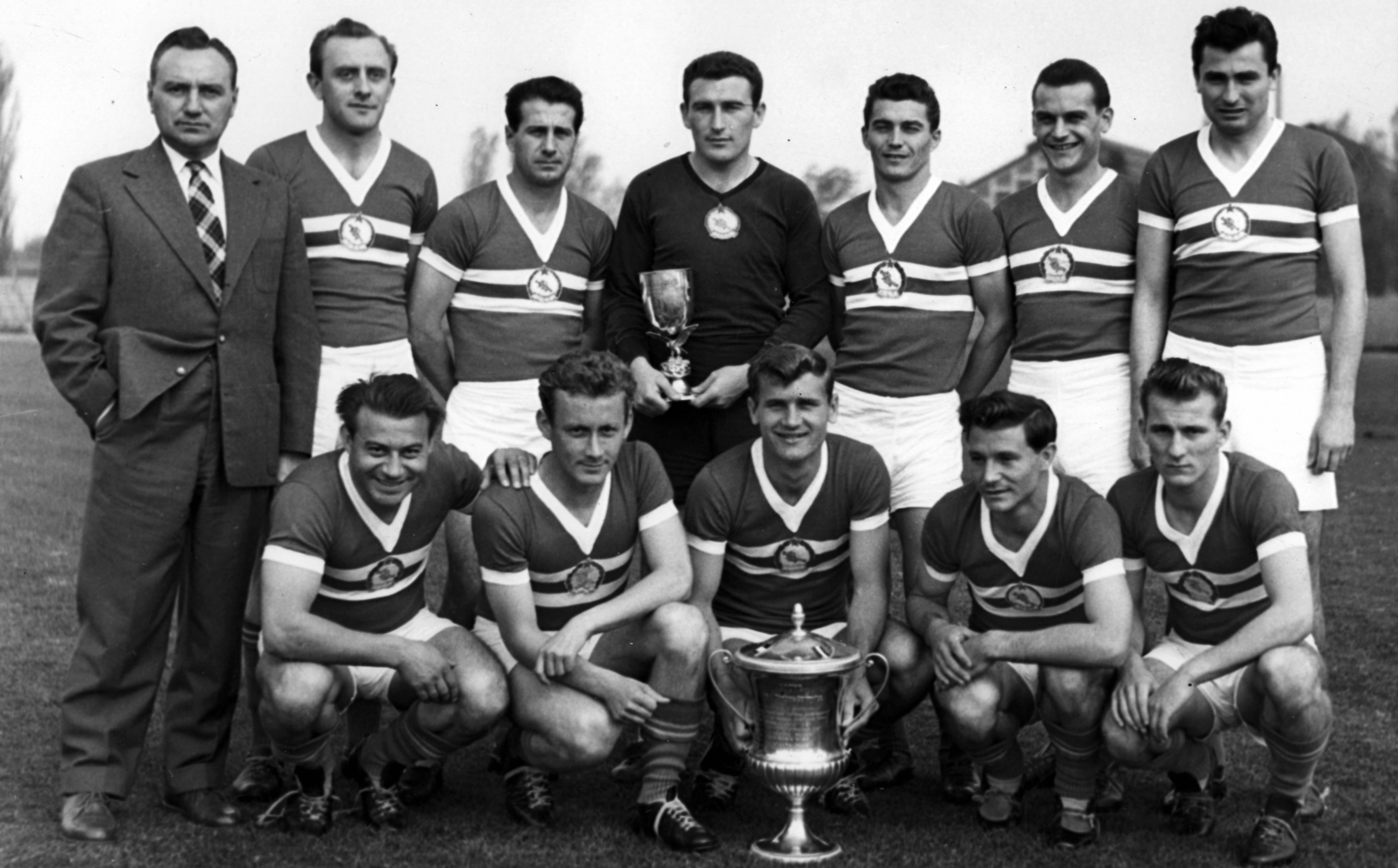
L'Honvéd celebra la sua prima (e unica) Mitropa Cup. Tichy ha le mani sul trofeo

Ha giocato tutta la sua carriera nell'Honvéd (1953-1971), società della quale è stato un simbolo: è secondo per marcature e quarto per presenze con i rossoneri. Ha segnato 247 gol in 320 partite di campionato, che ha vinto due volte consecutivamente e può vantare il successo in una Coppa d'Ungheria. Ha terminato la stagione da re della classifica marcatori del massimo torneo ungherese per cinque volte.
In ambito internazionale, nel 1959 ha trascinato la sua squadra alla vittoria della Coppa Mitropa grazie alle sue prestazioni, che lo hanno portato ad essere il miglior marcatore della competizione (9 reti).

#### Nazionale
Tichy ha fatto parte della nazionale ungherese: in 72 presenze ha realizzato 51 centri, di cui 4 al Mondiale del 1958 e 3 a quello del 1962. Ha contribuito al raggiungimento della terza posizione all'Europeo del 1964. Inoltre si è laureato capocannoniere della Coppa Internazionale 1955-1960 con 7 reti.

#### Il numero di gol
Attaccante estremamente prolifico, ha messo a referto almeno 314 gol (sono mancanti i dati per dieci edizioni di Magyar Kupa ed alcuni incontri di Coppa dell'Europa Centrale, di Coppa delle Coppe e di Coppa dei Campioni): alle 247 segnature in campionato si aggiungono le 51 con la selezione ungherese e le 16 tra la già citata Mitropa Cup del 1959 (9) e la Coppa delle Coppe 1965-1966 (7). Tuttavia secondo la fondazione statistica che si occupa di calcio RSSSF, i gol realizzati da Tichy sarebbero 500 in 610 partite ufficiali (tale numero è superiore alle gare disputate dall'Honvéd stesso, poiché sono inclusi i tornei estivi ed i match con rappresentative cittadine, regionali e militari). Sarebbe inoltre il più prolifico marcatore in assoluto di sempre contando anche le amichevoli tra club e tutti gli incontri non ufficiali: avrebbe infatti messo a segno oltre 1912 reti in più di 1301 presenze.

### Allenatore
Dal ritiro (1971) è stato l'allenatore della formazione riserve e giovanile dell'Honvéd per cinque anni. Tra il 1976 ed il 1982 ha guidato la prima squadra, portandola a vincere il campionato magiaro 1979-1980 dopo 25 anni di digiuno.
Quindi ha seduto sulla panchina dell'Al-Shabab per 2 anni. Lasciato l'incarico è rimasto nella sfera dirigenziale dell'undici di Budapest con cui ha diviso le sorti per trent'anni.

## Statistiche

### Cronologia presenze e reti in nazionale
| Cronologia completa delle presenze e delle reti in nazionale ― Ungheria | Cronologia completa delle presenze e delle reti in nazionale ― Ungheria | Cronologia completa delle presenze e delle reti in nazionale ― Ungheria | Cronologia completa delle presenze e delle reti in nazionale ― Ungheria | Cronologia completa delle presenze e delle reti in nazionale ― Ungheria | Cronologia completa delle presenze e delle reti in nazionale ― Ungheria | Cronologia completa delle presenze e delle reti in nazionale ― Ungheria | Cronologia completa delle presenze e delle reti in nazionale ― Ungheria |
| Data                                                                    | Città                                                                   | In casa                                                                 | Risultato                                                               | Ospiti                                                                  | Competizione                                                            | Reti                                                                    | Note                                                                    |
| ----------------------------------------------------------------------- | ----------------------------------------------------------------------- | ----------------------------------------------------------------------- | ----------------------------------------------------------------------- | ----------------------------------------------------------------------- | ----------------------------------------------------------------------- | ----------------------------------------------------------------------- | ----------------------------------------------------------------------- |
| 8-5-1955                                                                | Oslo                                                                    | Norvegia                                                                | 0 – 5                                                                   | Ungheria                                                                | Amichevole                                                              | 1                                                                       | 63’                                                                     |
| 19-5-1955                                                               | Helsinki                                                                | Finlandia                                                               | 1 – 9                                                                   | Ungheria                                                                | Amichevole                                                              | 2                                                                       | 46’                                                                     |
| 17-9-1955                                                               | Losanna                                                                 | Svizzera                                                                | 4 – 5                                                                   | Ungheria                                                                | Coppa Internazionale                                                    | -                                                                       | 74’                                                                     |
| 25-9-1955                                                               | Budapest                                                                | Ungheria                                                                | 1 – 1                                                                   | Unione Sovietica                                                        | Qual. Mondiali 2002                                                     | -                                                                       | 61’                                                                     |
| 2-10-1955                                                               | Praga                                                                   | Cecoslovacchia                                                          | 1 – 3                                                                   | Ungheria                                                                | Coppa Internazionale                                                    | 1                                                                       |                                                                         |
| 16-10-1955                                                              | Budapest                                                                | Ungheria                                                                | 6 – 1                                                                   | Austria                                                                 | Coppa Internazionale                                                    | 1                                                                       |                                                                         |
| 13-11-1955                                                              | Budapest                                                                | Ungheria                                                                | 4 – 2                                                                   | Svezia                                                                  | Amichevole                                                              | 1                                                                       | 80’                                                                     |
| 27-11-1955                                                              | Budapest                                                                | Ungheria                                                                | 2 – 0                                                                   | Italia                                                                  | Coppa Internazionale                                                    | -                                                                       |                                                                         |
| 19-2-1956                                                               | Istanbul                                                                | Turchia                                                                 | 3 – 1                                                                   | Ungheria                                                                | Amichevole                                                              | -                                                                       | 31’                                                                     |
| 29-2-1956                                                               | Beirut                                                                  | Libano                                                                  | 1 – 4                                                                   | Ungheria                                                                | Amichevole                                                              | 2                                                                       |                                                                         |
| 29-4-1956                                                               | Budapest                                                                | Ungheria                                                                | 2 – 2                                                                   | Jugoslavia                                                              | Coppa Internazionale                                                    | -                                                                       | 54’                                                                     |
| 20-5-1956                                                               | Budapest                                                                | Ungheria                                                                | 1 – 3                                                                   | Cecoslovacchia                                                          | Coppa Internazionale                                                    | 1                                                                       | 69’                                                                     |
| 3-6-1956                                                                | Bruxelles                                                               | Belgio                                                                  | 5 – 4                                                                   | Ungheria                                                                | Amichevole                                                              | -                                                                       |                                                                         |
| 12-6-1957                                                               | Oslo                                                                    | Norvegia                                                                | 2 – 1                                                                   | Ungheria                                                                | Qual. Mondiali 1958                                                     | 1                                                                       |                                                                         |
| 16-6-1957                                                               | Solna                                                                   | Svezia                                                                  | 0 – 0                                                                   | Ungheria                                                                | Amichevole                                                              | -                                                                       |                                                                         |
| 23-6-1957                                                               | Budapest                                                                | Ungheria                                                                | 4 – 1                                                                   | Bulgaria                                                                | Qual. Mondiali 1958                                                     | 3                                                                       |                                                                         |
| 22-9-1957                                                               | Budapest                                                                | Ungheria                                                                | 1 – 2                                                                   | Unione Sovietica                                                        | Amichevole                                                              | -                                                                       | 67’                                                                     |
| 20-4-1958                                                               | Budapest                                                                | Ungheria                                                                | 2 – 0                                                                   | Jugoslavia                                                              | Amichevole                                                              | -                                                                       |                                                                         |
| 7-5-1958                                                                | Glasgow                                                                 | Scozia                                                                  | 1 – 1                                                                   | Ungheria                                                                | Amichevole                                                              | -                                                                       |                                                                         |
| 8-6-1958                                                                | Sandviken                                                               | Ungheria                                                                | 1 – 1                                                                   | Galles                                                                  | Mondiali 1958 - 1º turno                                                | -                                                                       |                                                                         |
| 12-6-1958                                                               | Solna                                                                   | Svezia                                                                  | 2 – 1                                                                   | Ungheria                                                                | Mondiali 1958 - 1º turno                                                | 1                                                                       |                                                                         |
| 15-6-1958                                                               | Sandviken                                                               | Messico                                                                 | 0 – 4                                                                   | Ungheria                                                                | Mondiali 1958 - 1º turno                                                | 2                                                                       |                                                                         |
| 17-6-1958                                                               | Solna                                                                   | Ungheria                                                                | 1 – 2                                                                   | Galles                                                                  | Mondiali 1958 - Spareggio                                               | 1                                                                       |                                                                         |
| 14-9-1958                                                               | Chorzów                                                                 | Polonia                                                                 | 1 – 3                                                                   | Ungheria                                                                | Amichevole                                                              | 1                                                                       |                                                                         |
| 18-9-1958                                                               | Mosca                                                                   | Unione Sovietica                                                        | 3 – 1                                                                   | Ungheria                                                                | Qual. Euro 1960                                                         | -                                                                       |                                                                         |
| 5-10-1958                                                               | Zagabria                                                                | Jugoslavia                                                              | 4 – 4                                                                   | Ungheria                                                                | Amichevole                                                              | 1                                                                       |                                                                         |
| 26-10-1958                                                              | Bucarest                                                                | Romania                                                                 | 1 – 2                                                                   | Ungheria                                                                | Amichevole                                                              | 1                                                                       |                                                                         |
| 23-11-1958                                                              | Budapest                                                                | Ungheria                                                                | 3 – 1                                                                   | Belgio                                                                  | Amichevole                                                              | 2                                                                       |                                                                         |
| 19-4-1959                                                               | Budapest                                                                | Ungheria                                                                | 4 – 0                                                                   | Jugoslavia                                                              | Amichevole                                                              | 2                                                                       | 75’                                                                     |
| 1-5-1959                                                                | Dresda                                                                  | Germania Est                                                            | 0 – 1                                                                   | Ungheria                                                                | Amichevole                                                              | -                                                                       |                                                                         |
| 28-6-1959                                                               | Budapest                                                                | Ungheria                                                                | 3 – 2                                                                   | Svezia                                                                  | Amichevole                                                              | -                                                                       |                                                                         |
| 27-9-1959                                                               | Budapest                                                                | Ungheria                                                                | 0 – 1                                                                   | Unione Sovietica                                                        | Qual. Euro 1960                                                         | -                                                                       |                                                                         |
| 11-10-1959                                                              | Belgrado                                                                | Jugoslavia                                                              | 2 – 4                                                                   | Ungheria                                                                | Amichevole                                                              | -                                                                       |                                                                         |
| 25-10-1959                                                              | Budapest                                                                | Ungheria                                                                | 8 – 0                                                                   | Svizzera                                                                | Coppa Internazionale                                                    | 4                                                                       |                                                                         |
| 8-11-1959                                                               | Budapest                                                                | Ungheria                                                                | 4 – 3                                                                   | Germania Ovest                                                          | Amichevole                                                              | 2                                                                       |                                                                         |
| 29-11-1959                                                              | Firenze                                                                 | Italia                                                                  | 1 – 1                                                                   | Ungheria                                                                | Coppa Internazionale                                                    | 1                                                                       |                                                                         |
| 5-6-1960                                                                | Budapest                                                                | Ungheria                                                                | 3 – 3                                                                   | Scozia                                                                  | Amichevole                                                              | 1                                                                       |                                                                         |
| 30-10-1960                                                              | Bruxelles                                                               | Belgio                                                                  | 2 – 1                                                                   | Ungheria                                                                | Amichevole                                                              | 1                                                                       |                                                                         |
| 20-11-1960                                                              | Budapest                                                                | Ungheria                                                                | 2 – 0                                                                   | Austria                                                                 | Amichevole                                                              | -                                                                       | 46’                                                                     |
| 17-2-1961                                                               | Il Cairo                                                                | Rep. Araba Unita                                                        | 0 – 2                                                                   | Ungheria                                                                | Amichevole                                                              | -                                                                       |                                                                         |
| 16-4-1961                                                               | Budapest                                                                | Ungheria                                                                | 2 – 0                                                                   | Germania Est                                                            | Qual. Mondiali 1962                                                     | -                                                                       |                                                                         |
| 30-4-1961                                                               | Rotterdam                                                               | Paesi Bassi                                                             | 0 – 3                                                                   | Ungheria                                                                | Qual. Mondiali 1962                                                     | 1                                                                       |                                                                         |
| 7-5-1961                                                                | Belgrado                                                                | Jugoslavia                                                              | 2 – 4                                                                   | Ungheria                                                                | Amichevole                                                              | 2                                                                       |                                                                         |
| 28-5-1961                                                               | Budapest                                                                | Ungheria                                                                | 3 – 2                                                                   | Galles                                                                  | Amichevole                                                              | 2                                                                       |                                                                         |
| 11-6-1961                                                               | Budapest                                                                | Ungheria                                                                | 1 – 2                                                                   | Austria                                                                 | Amichevole                                                              | -                                                                       | 74’                                                                     |
| 10-9-1961                                                               | Berlino                                                                 | Germania Est                                                            | 2 – 3                                                                   | Ungheria                                                                | Qual. Mondiali 1962                                                     | 1                                                                       |                                                                         |
| 8-10-1961                                                               | Vienna                                                                  | Austria                                                                 | 2 – 1                                                                   | Ungheria                                                                | Amichevole                                                              | 1                                                                       |                                                                         |
| 22-10-1961                                                              | Budapest                                                                | Ungheria                                                                | 3 – 2                                                                   | Paesi Bassi                                                             | Qual. Mondiali 1962                                                     | 1                                                                       |                                                                         |
| 9-12-1961                                                               | Ñuñoa                                                                   | Cile                                                                    | 5 – 1                                                                   | Ungheria                                                                | Amichevole                                                              | 1                                                                       |                                                                         |
| 13-12-1961                                                              | Ñuñoa                                                                   | Cile                                                                    | 0 – 0                                                                   | Ungheria                                                                | Amichevole                                                              | -                                                                       |                                                                         |
| 23-12-1961                                                              | Montevideo                                                              | Uruguay                                                                 | 1 – 1                                                                   | Ungheria                                                                | Amichevole                                                              | -                                                                       |                                                                         |
| 18-4-1962                                                               | Budapest                                                                | Ungheria                                                                | 1 – 1                                                                   | Uruguay                                                                 | Amichevole                                                              | -                                                                       |                                                                         |
| 29-4-1962                                                               | Budapest                                                                | Ungheria                                                                | 2 – 1                                                                   | Turchia                                                                 | Amichevole                                                              | -                                                                       |                                                                         |
| 31-5-1962                                                               | Rancagua                                                                | Inghilterra                                                             | 1 – 2                                                                   | Ungheria                                                                | Mondiali 1962 - 1º turno                                                | 1                                                                       |                                                                         |
| 3-6-1962                                                                | Rancagua                                                                | Bulgaria                                                                | 1 – 6                                                                   | Ungheria                                                                | Mondiali 1962 - 1º turno                                                | 2                                                                       |                                                                         |
| 6-6-1962                                                                | Rancagua                                                                | Argentina                                                               | 0 – 0                                                                   | Ungheria                                                                | Mondiali 1962 - 1º turno                                                | -                                                                       |                                                                         |
| 10-6-1962                                                               | Rancagua                                                                | Cecoslovacchia                                                          | 1 – 0                                                                   | Ungheria                                                                | Mondiali 1962 - Quarti di finale                                        | -                                                                       |                                                                         |
| 24-6-1962                                                               | Vienna                                                                  | Austria                                                                 | 1 – 2                                                                   | Ungheria                                                                | Amichevole                                                              | 2                                                                       |                                                                         |
| 2-9-1962                                                                | Poznań                                                                  | Polonia                                                                 | 0 – 2                                                                   | Ungheria                                                                | Amichevole                                                              | 1                                                                       | Cap.                                                                    |
| 28-10-1962                                                              | Budapest                                                                | Ungheria                                                                | 2 – 0                                                                   | Austria                                                                 | Amichevole                                                              | -                                                                       |                                                                         |
| 7-11-1962                                                               | Budapest                                                                | Ungheria                                                                | 3 – 1                                                                   | Galles                                                                  | Qual. Euro 1964                                                         | 1                                                                       |                                                                         |
| 11-11-1962                                                              | Colombes                                                                | Francia                                                                 | 2 – 3                                                                   | Ungheria                                                                | Amichevole                                                              | 2                                                                       |                                                                         |
| 20-3-1963                                                               | Cardiff                                                                 | Galles                                                                  | 1 – 1                                                                   | Ungheria                                                                | Qual. Euro 1964                                                         | 1                                                                       |                                                                         |
| 5-5-1963                                                                | Solna                                                                   | Svezia                                                                  | 2 – 1                                                                   | Ungheria                                                                | Amichevole                                                              | -                                                                       | 46’                                                                     |
| 2-6-1963                                                                | Praga                                                                   | Cecoslovacchia                                                          | 2 – 2                                                                   | Ungheria                                                                | Amichevole                                                              | 1                                                                       |                                                                         |
| 22-9-1963                                                               | Mosca                                                                   | Unione Sovietica                                                        | 1 – 1                                                                   | Ungheria                                                                | Amichevole                                                              | -                                                                       |                                                                         |
| 6-10-1963                                                               | Belgrado                                                                | Jugoslavia                                                              | 2 – 0                                                                   | Ungheria                                                                | Amichevole                                                              | 2                                                                       | Cap. 62’                                                                |
| 25-4-1964                                                               | Colombes                                                                | Francia                                                                 | 1 – 3                                                                   | Ungheria                                                                | Qual. Euro 1964                                                         | 2                                                                       | Cap.                                                                    |
| 3-5-1964                                                                | Vienna                                                                  | Austria                                                                 | 1 – 0                                                                   | Ungheria                                                                | Amichevole                                                              | -                                                                       | Cap.                                                                    |
| 23-5-1964                                                               | Budapest                                                                | Ungheria                                                                | 2 – 1                                                                   | Francia                                                                 | Qual. Euro 1964                                                         | -                                                                       |                                                                         |
| 17-6-1964                                                               | Madrid                                                                  | Spagna                                                                  | 2 – 1                                                                   | Ungheria                                                                | Euro 1964 - Semifinale                                                  | -                                                                       | Cap.                                                                    |
| 1-9-1971                                                                | Budapest                                                                | Ungheria                                                                | 2 – 1                                                                   | Jugoslavia                                                              | Amichevole                                                              | -                                                                       | 10’                                                                     |
| Totale                                                                  |                                                                         | Presenze (17º posto)                                                    | 72                                                                      |                                                                         | Reti (4º posto)                                                         | 51                                                                      |                                                                         |

## Palmarès

### Giocatore

#### Club

##### Competizioni nazionali
- Campionato ungherese: 2

Honved: 1954, 1955
- Coppa d'Ungheria: 1

Honved: 1964

##### Competizioni internazionali
- Coppa Mitropa: 1

Honved: 1959

#### Individuale
- Capocannoniere del campionato ungherese: 5

1958-1959 (15 gol, a pari merito con Tivadar Monostori e Róbert Kisuczky), 1960-1961 (21 gol, a pari merito con Flórián Albert), 1961-1962 (23 gol), 1963 (13 gol), 1964 (28 gol)
- Capocannoniere della Coppa Mitropa: 1

1959 (9 gol)

### Allenatore
- Campionato ungherese: 1

Honved: 1979-1980